# منطقه ویژه اقتصادی شیراز
منطقه ویژه اقتصادی شیراز یک منطقه صنعتی و تجاری که بزرگراه خلیج فارس کلانشهر شیراز در استان فارس  واقع شده است.

## موقعیت جغرافیایی
منطقه ويژه اقتصادي شيراز با ارتفاع 1460 مترا ز سطح دريا در جنوب شرقي اين شهر در بلوار خلیج فارس (جاده شيراز - فسا) كيلومتر 4 جاده انحرافي نيروگاه سيكل تركيبي واقع شده است. منطقه ويژه اقتصادي شيراز زير نظر مركز امور مناطق آزاد و ويژه اقتصادي ) تحت نظارت مستقيم رياست جمهوري (در 1300 هكتار از اراضي دشت قره باغ كه از شمال به مستثنيات پلاك2190 ، از مشرق به جاده اصلي نيروگاه و زه كش آب، از جنوب به اراضي پلاك 2187 (سنجانك) و اراضي پلاك 2188 اساملو و از غرب به پلاك 2200(محمودآباد) محصور شده است.

## پیشینه
منطقه ویژه اقتصادی برق و الکترونیک شیراز در تاریخ  25 تیر 1379 برابر با 15 جولای 2000 در شیـراز ، مرکز استان فارس در جنـوب ایران راه اندازی شد.
 در سال ۱۳۸۶ منطقه اقتصادی برق و الکترونیک شیراز به منطقه ویژه اقتصادی شیراز تغییر نام داد.